# Ваагнер Биро
„Ваагнер Биро“ АГ (на немски: Waagner Biro AG) е австрийска инженерна компания, занимаваща се с производство на стоманени елементи. Компанията се фокусира в строежа на мостове, сцени и сгради от стъкло и стомана.
През 2005 г. продажбите на компанията са на стойност 141,1 милиона евро и тя има 1400 работници на 24 обекта по цял свят.

## История
Историята на компанията започва през 1854 г. във Виена, когато Рудолф Филип Ваагнер основава компания за обработка на желязо, а компанията за строителни елементи „Антон Биро“ се слива с „Алберт Милде & Ко“. През 1904 г. 2-те компании се сливат под името „Р. Ф. Ваагнер – Л. и Й. Биро & А. Курц“. Компанията носи сегашното си име от 1924 г.
- През 1889 г. фирмата изработва бронзовите лъвове за Лъвов мост в София.
- Между 1893 и 1896 г. австрийската фирма „Рудолф Филип Ваагнер“ изработва елементите на българската желязна църква „Свети Стефан“, сглобена в Цариград.
- „Рудолф Филип Ваагнер“ взима участие при преустройството на бившия Софийски конак в дворец, днешната Национална художествена галерия, през 1894 – 1895 г.
- През 1906 г. компанията преустройва интериора на Виенската държавна опера.
- В междувоенния период „Ваагнер Биро“ създава множество метални мостове във Виена, като Шведенсбрюке, Флоридсдорфербрюке, Фриденсбрюке и Аугартенбрюке.
- След Втората световна война компанията възстановява покрива на пострадалата от бомбардировките Виенска опера (1946), както и на катедралата „Свети Стефан“ (1948). „Ваагнер Биро“ взима важно участие и във възстановяването на виенския Бургтеатър, като през 1954 г. завършва новата му сцена.
- През 1960 г. Ваагнер Биро оформя сцената на Операта в Сидни.
- През 1962 г. компанията изгражда Мост Европа (Бренер) в прохода Бренер.
- Сред последните дела на компанията са новият покрив на Райхстага в Берлин, на Британския музей в Лондон, както и на Хангар 7 на летището в Залцбург.